# Пафнутий (архиепископ Тверской)
Архиепископ Пафнутий (ум. 1627) — епископ Русской православной церкви, архиепископ Тверской и Кашинский.
С 1617 года — игумен Нижегородского Дудина Николаевского Амвросиева монастыря.
17 февраля 1620 года хиротонисан во епископа Тверского и Кашинского с возведением в сан архиепископа. 
В 1620 году принимал участие в Соборе, созванном патриархом Филаретом для суда над митрополитом Сарским и Подонским Ионой (Архангельским).
Скончался в 1627 году. Погребен в Преображенском кафедральном соборе в городе Твери.